# Harvey Cohn
Harvey Wright Cohn (Nova York, 4 de desembre de 1884 – Grafton, Massachusetts, 29 de juliol de 1965) va ser un atleta estatunidenc que va competir a començaments dels segle xx.
Va disputar tres edicions del Jocs Olímpics. El 1904, a Saint Louis disputà tres proves del programa d'atletisme. En els 1500 metres fou vuitè, mentre en es desconeix la posició final en els 800 metres i els 2590 metres obstacles.
Als Jocs Intercalats de 1906 repetí la vuitena posició en la final dels 1500 metres, alhora que es desconeix la posició final en la cursa de les cinc milles.
La darrera participació en uns Jocs fou el 1908, a Londres, on guanyà la medalla de plata en la competició de les tres milles per equips, formant equip amb George Bonhag, John Eisele, Herb Trube i Gayle Dull.